# Skoszewo, Tỉnh West Pomeranian
Skoszewo [skɔˈʂɛvɔ] (German Paulsdorf) là một ngôi làng thuộc khu hành chính của Gmina Wolin, thuộc hạt Kamień, West Pomeranian Voivodeship, ở phía tây bắc Ba Lan. Nó nằm khoảng 9 kilômét (6 mi) phía nam của Wolin, 26 km (16 mi)     về phía tây nam Kamień Pomorski và 39 km (24 mi) phía bắc thủ đô khu vực Szczecin.
Ngôi làng có dân số 170.